# René Schudel

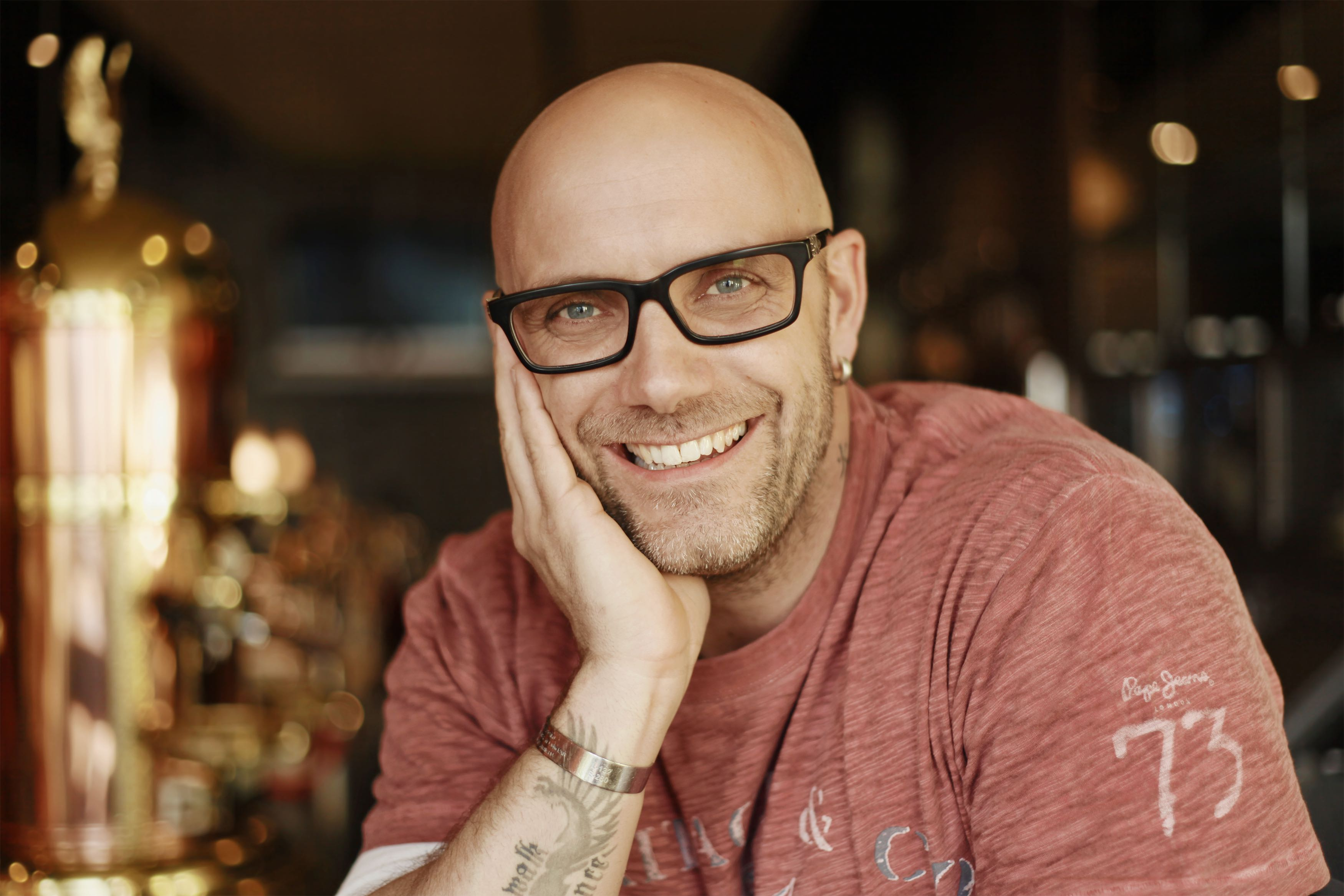
René Schudel (2014)

René Schudel (* 2. August 1976 in Wilderswil) ist ein Schweizer Fernsehkoch und Kochbuchautor. Seit 2008 moderiert er im Schweizer Sendefenster des Fernsehsenders ProSieben mehrere von ihm konzipierte und produzierte Kochsendungen.

## Leben
René Schudel wurde in Wilderswil als Sohn eines Dorfarztes und einer Krankenschwester geboren. Nach einer Kochlehre im Superior Grand Hotel Victoria-Jungfrau mit fünf Sternen in Interlaken unter dem Küchenchef Erwin Stocker leistete er Militärdienst als Infanterist, wobei er bis 2013 als Oberleutnant Zugführer einer Infanterie-Einheit weiter diente. Anschliessend arbeitete er als Küchenchef im damaligen Hotel Eden in Arosa und in Caduff’s Wine Loft in Zürich sowie als Gastgeber und Küchenchef im Luna-Motel, Wilderswil. 2006 übernahm René Schudel das Restaurant Benacus in Unterseen, welches er bis 2019 als Gastgeber und Küchenchef führte. Seit 2014 betreibt er zusätzlich das Restaurant Stadthaus in Unterseen.

## Fernsehkoch
Zwischen 2008 und 2012 präsentierte er auf ProSieben Schweiz die Kochsendung Funky Kitchen Club, die vier Staffeln mit insgesamt rund 120 Folgen umfasste. 2011 erschien ein Buch zur Sendung. Von 2013 bis 2016 moderiert René Schudel auf demselben Sender die Fernsehkochsendung Flavorites. Anschliessend folgte von 2016 bis 2018 die Sendung Schudel on the Rocks - die Kochshow mit musikalischen Gästen, René Schudel kochte mit Schweizern Musikern deren Lieblingsgerichte. Seit 2019 läuft auf ProSieben Schweiz die Fernsehkochsendung Schudel`s Food Stories - Geschichten aus dem Leben von René Schudel.

## Auszeichnungen
- 2006: Best of Swiss Gastro Award, Kategorie Newcomer
- 2010: 13 Punkte Gault Millau für sein Restaurant Benacus in Unterseen BE
- 2018: Milestone Excellence in Tourism

## Publikationen
- Funky Kitchen Club: Das Buch zur Sendung, (2011), ISBN 3-03780-467-X